# Tanaecia violetta
Tanaecia violetta är en fjärilsart som beskrevs av Hans Fruhstorfer 1913. Tanaecia violetta ingår i släktet Tanaecia och familjen praktfjärilar. Inga underarter finns listade i Catalogue of Life.